# Ludwik Lucjan Zieliński
Ludwik Lucjan Zieliński ps Brzeszczot (ur. 19 stycznia 1924 w Petrykozach, zm. w 1984 tamże) - żołnierz Armii Krajowej.

## Życiorys
Był synem Bronisława. Wraz z dwoma starszymi braćmi działał w konspiracji ZWZ a następnie AK w komórce Kedywu na powiat opoczyński kierowanej przez por. Jakuba Gutowskiego ps Topór Po zadenuncjowaniu przez szpicli w marcu 1944 r. i aresztowaniu przez Gestapo jego starszych braci (zostali zamordowani) jako 19-latek wstąpił w kwietniu 1944 r. do Pierwszego Samodzielnego Oddziału Partyzanckiego "Wicher", którym dowodził płk. Witold Kucharski Wicher. Uczestniczył w 14 akcjach zbrojnych w tym w ataku na bagnety na 692 Batalion SS w dniu 26 września 1944 za który otrzymał Krzyż Walecznych, ale w trakcie którego został również ranny, ponownie odznaczony Krzyżem Walecznych 6 listopada 1944.